# Diga di Tatlarin
La diga di Tatlarin è una diga della Turchia. Si trova nella provincia di Nevşehir.